# Blênio-marmoreado
O blênio-marmoreado (Salarias fasciatus), é uma espécie de blênio nativo do Indo-Pacífico, sendo uma espécie muito procurada pelos aquaristas, pois ajuda na manutenção de pragas de algas filamentosas. É uma espécie bentônica, que vive associada ao fundo, sendo comum de observa-los sobre rochas e corais. É uma espécie que muda de cor conforme o ambiente que vive, que o ajuda a se esconder de predadores.
O blênio-marmoreado é nativo do Indo-Pacífico, podendo ser encontrado no Mar Vermelho para a costa leste africana para Bassas da Índia até o sul do Japão, Filipinas para a Nova Caledônia até a Grande Barreira de Coral, na Austrália, incluindo Tonga e Palau.